# ここ掘れ!プッカ
『ここ掘れ!プッカ』（ここほれ!プッカ）は2000年12月7日にプレイステーションで発売されたコンピュータゲームである。同社開発の『がんばれ森川君2号』と同様に、AIが搭載されているプッカという採掘者を教育して宇宙石と呼ばれる鉱石を集める。
2007年2月22日からはPSP用のゲームアーカイブス対応ソフトとしてもダウンロード販売が開始された。

## 登場人物
プッカ
プッカルライト星系プッカル星に定住している種族。プレイヤーは相棒としてプッカを雇い、自分では入り込めない星の中へとプッカを送り込んで教育しながら宇宙石採掘を開始する事がゲームの大まかなプロローグである。子供っぽい性格だが知能は高く、好奇心も旺盛。体力が無い事や大いなる気まぐれであることを考慮して教育を続ければなかなかの採掘者になれる。鼻歌が好きで機嫌が良い時はずっと歌っている事もあり、なかなか面白い性格。無類のお風呂好き。
ドクターY
『ここ掘れ!プッカ』の前身作である『がんばれ森川君2号』にも登場したユーティリティー。今作でも家計簿の管理や宇宙石の鑑定など重要な役割をこなす執事的なキャラ。家の中から動く事はない。
Dr.Y
『がんばれ森川君2号』に登場していた同名のキャラ。途上星の最奥にあるPiTハウスに居る。彼曰く、ドクターYとはいとこ関係。
キーウィ、ヒヨコちゃん、モグモグくん、電球くんなど
『がんばれ森川君2号』や『ジャンピングフラッシュ!』にも登場していた生き物で、プッカの友達。仲良くする事で何らかのお礼をしてくれる。
シンバルオヤジ
シンバルを打ち鳴らす凶暴な男。シンバルオヤジの近くにいるとプッカのやる気が減少する。
ひよこ戦車
遺跡星の遺跡を守護している戦車。プッカに対して敵対行動を取り、砲撃してくる。

## システム

### ゲーム目的
プレイヤーはプッカル星と呼ばれる星に住む生物、プッカをアルバイトとして雇い、「森の星」「砂の星」などの計6種類の星を舞台に宇宙石と呼ばれる貴重な鉱石を収集するのが目的となる。プッカは当初、宇宙石とそれ以外のものとの区別ができないほど初心者だが、根気良くプレイヤーが教育する事でどんどん宇宙石採掘に関する知識を蓄えていく。最終的に今まででたったひとつしか見つかっていない「銀河石」を見つけて持ち帰る事が目的となる。

### プッカのステータス
やる気
プッカのやる気で、最高値が200%。このやる気が高いほど仕事の効率が上がるほか、やる気の度合いでプッカの通常時のセリフが変化する。お風呂に入れたり、よしよしアイコンでプレイヤーがコミュニケーションを取ったりする事で回復する。
エネルギー
いわゆる満腹度で最高値は100%。発掘やトンネル掘りなどの全ての仕事を行う事で低下し、食事をとることで回復する。低下している状態でのデメリットは無いが、ゼロになってしまうと強制的にレスキューを行う事になり家に戻されてしまう。
掘る力、壊す力
プッカの力。掘る力は鉱床やトンネルを掘る際のスピード、壊す力は障害物となるブロックなどを動かしたり障害物を叩いて破壊したりする時などに影響する。
感知能力
隠されている宇宙石を見つける事のできる能力。トンネル内部や地面の下にある宇宙石は何らかの反応を発しており、対応する能力が高くなるとこれらの宇宙石を発見できるようになる。具体的には「熱」「振動」「磁力」など。なお、地上で宇宙石を発見した場合、プッカはダイナマイトを使おうと提案する事もある。
★、称号
プッカの現在の★の数と、「採掘見習い」から「採掘王」まで25種類存在する称号。各地で発生するイベントやプッカ検定試験に合格すると★を入手でき、★が一定数たまると称号が上がる。称号が上がるとプッカのバイト料が高くなるが長時間の仕事が可能となっていく。

### 基本動作
星はいくつかのステージが存在し、それぞれに宇宙石があったり、宇宙石が眠っている鉱床があったり、プッカに対して危害を加える生き物がいたりする。これらの全てのオブジェクトに対してプッカに正解となる行動を覚えさせてゆき、その星で最後に見つかるとされる「最終石」を見つけ、宇宙石カタログを埋めていくのが基本的なスケジュールとなる。

### 家計簿
プレイヤーはプッカを教育するだけでなく、持ち帰った宇宙石の売り上げなどの収入と光熱費などプッカへの装備品アイテム購入などの支出とを常に確認し、必ずプッカが生活するに当たり最低限必要な光熱費と食費を確保していかなければならない。また、家を移動させたりダイナマイト、レスキューなどを利用するのにも料金が掛かるのである程度貯蓄しながらゲームを進める必要がある。

### ゲームオーバーについて
前述した家計簿のやりくりに失敗して資金がゼロになり、最低限必要な生活費の支払いができなくなった時にゲームオーバーとなる。プッカ自身のステータスが原因でゲームオーバーする事はない。

## プッカへの教育
プッカは星に落ちているあらゆるものに対し最初から色や形を判断基準にして何らかのジャンル認識をしている。そのため、一発で宇宙石を見分ける事もあるが、宇宙石に似ている色や形のガラクタを宇宙石と混同してしまう事もある。このゲームは『がんばれ森川君2号』とは異なり、全てのオブジェクトに何らかのジャンルと取るべき行動の正解が設定されているので、プッカにはひとつずつ根気良く正解を教え込ませていく必要がある。

ただし、上記の教育ができるのはプレイヤーからの電波が届く地上部分でのみ。トンネルの内部などに入ってしまうと細かい指示ができないのでプッカの判断に任せるしかなくなる。この際に宇宙石をガラクタなどと間違えて破棄したり破壊したりすると罰金が科せられる。

### プレイヤーの直接指示
□ボタンを押す事でプッカに直接指示を与える事が可能。ただし、トンネル内部に居る時はレスキューとステータスを見る事しかできない。
行き先を指示
プッカに向かわせたい場所を直接指示する。これを選ぶとステージがバードビューで表示され、全体的な構造を確認もできる。カーソルを調べたいものの上に移動させて△ボタンを押すとそのオブジェクトのヘルプも表示できる。次のステージ、または前のステージに向かわせたい時は矢印の形になってから実行すればプッカは移動する。
よしよし
方向キーでプッカを撫でたり突いたりしてコミュニケーションを取るコマンド。プッカのやる気が回復、または減退する。何度も行うと嫌がられる事もある。
レスキュー
エネルギーがゼロになり動けなくなったり、仕掛けにハマって動けなくなったプッカを家まで帰還させるコマンド。動ける時も使えるが毎回100zの料金が掛かる。また、このレスキューで家に戻るとエネルギーは満タンになるがやる気が半分になる。
ステータス
プッカの現在の称号や能力値、装備品、感知能力を数値化したものなどを表示させる。収入金額と支出金額のトータルなどを見る事もできる。

### オブジェクトのジャンル
プッカに教えるべきジャンルは以下の8種類に分類されている。オブジェクトを指定していずれかのジャンルを教えればプッカはそれに即した行動を自動的に取る。プレイヤー自身でも判別ができない場合、△ボタンのヘルプで大まかな情報とジャンルを表示できる。
宇宙石
星で採掘される非常に高価な宝石または鉱石。このゲームでは宇宙石を採取するのが目的なので、発見した全ての宇宙石は必ず持ち帰るようにしたい。
鉱床
宇宙石が入っている事もある岩。鉱石の採掘できる可能性があるものを全て鉱床と呼んでいるため、岩以外のものも採掘ができれば鉱床に分類される。
ガラクタ
プッカにとって、また宇宙石採掘にとって何の意味も効果も利益もなさないもの。ただしブロックに分類されるガラクタは押す事で先への道が開ける事もある。ガラクタとプッカが認識した場合、近寄って確認する事も無くなる。
ラブリー
一部を除いた生き物たちを総じてラブリーとしている。彼らに対して好意的な行動を取ると何らかの利益があったりイベントが発生して先への道が開けたりする。また、彼らと触れる事で若干やる気が回復する効果もある。
食べ物
プッカが食べる事のできるキノコ。エネルギーが回復する。このゲームでは家に帰らないと食事ができずエネルギー充填ができないので、道端に落ちている食べ物は時に重要な回復ポイントとなる。
スイッチ
操作する事で何らかのイベントが発生するもの。扉や線路、ミサイルなどもこのスイッチで操作する。ただし似たような形のトラップも存在する。
カギ穴
対応するキーストーンと呼ばれるアイテムを使用する事で先への道が開けるカギ穴。書かれている数字と同じキーストーンしかはめる事はできない。
危ないもの
プッカに対して害をなすもの。一部の生き物や機械などが当てはまる。プッカのやる気やエネルギーが大きく減少したり、最悪ケガをしてしまう場合もあったりするので注意が必要。危険なものとプッカが認識した場合近寄る事も無くなるが、一部の危険なものはプッカに敵対行動を取る場合もある。

## 家
家で行える行動はプッカとは関係なく、プレイヤー自身が判断し選択するものが主体となる。
モニター
セーブ、ロードのできるシステム、プッカの装備アイテムが購入・売却できる買い物、そして宇宙石協会へコンタクトできる画面を表示させる事ができるコマンド。
買い物
ヘルメット、ツルハシ、コスチューム、バッグ、インテリア、CDに大別される各種装備アイテムを購入・売却する画面。それぞれのアイテムはプッカが装備したり使用する事で何らかの効果を持つ物が多く、インテリアとCD以外の装備アイテムは装備するとプッカが特定の能力を得たり感知能力が上昇したりするものがある。これらはゲームが進むと自動的に追加されていく。
宇宙石協会
宇宙石協会の会員たちが使用している掲示板を覗く事でゲームのヒントを得る事ができるほか、もし条件を満たしているならば着陸許可証を購入して新たな場所や星へ移動する権利を購入する事ができる。プッカの★を獲得するためのプッカ検定試験が行えるのもここ。
ドクターY
ごはんマシーンの設定や家計簿など事務的な役割を持つコマンド。
ごはんマシーン
3種類のごはんの中からプッカに普段食べさせるごはんを設定する。プッカは家に居て空腹の場合勝手にごはんマシーンからごはんを出して食事する。このマシーンで決められるごはんの種類は高いものほどプッカのやる気に影響する。
家計簿
今日の収入と支出、これまでの平均収支や現在の所持金などを表示させる。プッカへのバイト料や光熱費といった普段見る事のできない料金も確認できる。お金に関係する事はだいたいこの画面で見ることができるので常に確認したい。
家の移動
着陸許可証を購入している他の場所や星へ移動する。これには多少の料金が掛かる。
ステレオ
所持しているCDの中から好きなものを選んでかけておく事ができるコマンド。プッカが好きなものを選ぶとやる気に影響する。この音楽は場所を問わずかかりっぱなしとなる。
クローゼット
購入した装備アイテム及びインテリアを設定するコマンド。ヘルメットやツルハシはここでしか装備変更できない。
宇宙石カタログ
今までに発見して持ち帰った全ての宇宙石がコレクションされているカタログを閲覧できる。総106個で21種類の分類がされており、いずれかのコレクションが埋まると特別ボーナスが入る。
お風呂
プッカをお風呂に入れるコマンド。何らかの原因で真っ黒になってしまった場合はお風呂に入れるときれいになる。やる気も大きく回復する。
ベッド
一日を終了し、プッカを翌日まで就寝させるコマンド。

## 星
プレイヤーとプッカが宇宙石を採掘する星はいくつかの星が繋がっているプッカルライト星系と呼ばれる星系。それぞれの星は非常に近くに存在しあっているが、他の星に行くためには必ず着陸許可証を購入しなければならない。なお、ひとつの星の中にも複数の着陸場所がある。
森の星
比較的温暖で過ごしやすい森が広がる星。プレイヤーが最初に宇宙石採掘を開始する星であり、初心者でも分かりやすい単純なステージ。プッカの基本的な行動の教育をしたり、宇宙石を発見して持ち帰る事での収入をある程度確保したりとこれ以降の星でも同様となる基本行動を練習する星。キーウィやヒヨコちゃんが生息している。
砂の星
星全体が砂に覆われている熱い星。ここは比較的気候が暑いためにプッカにも涼しい服装をさせないとヘバってしまう。電力が関係して作動する仕掛けや石油の採掘場などが放置されている。モグモグくんが生息している。
夜の星
年中夜に包まれた星。ソーラーエネルギーで動いている仕掛けの謎を解かなければ先に進む事にも難儀する。いくつかの地点に爆弾が置かれているが、これらを利用した大掛かりな仕掛けも登場。
雪の星
降り続ける雪のせいで思うように進む事すらできない星。必ずプッカに寒さ対策をしてから仕事に出したい。ここは他の星と比べるととても貴重な宇宙石が多く、仕掛けさえ突破できれば収入が大きく跳ね上がる可能性がある。
遺跡星
ジャングルのような地上部分と遺跡部分とに大別される人跡未踏の星。とにかく仕掛けが厄介で、見た目では判断のつかないオブジェクトも点在。プレイヤー自身も頭を使わないと解く事のできない仕掛けもあり、全ての星と比べても最大の広さを持つ。
途上星
星自体には序盤から行く事はできるが岩盤が固いために育っていないプッカでは掘る事すらできない。他の星に点在するミサイルの仕掛けを動かすと先への道が開くという仕掛けのほか、他の星を象徴した地形が点在する。

## その他
プッカ検定試験
宇宙石協会で行っている試験。この検定試験はプッカの判断能力をテストするもので、出現するいくつかのオブジェクトに対する正しい判断ができるたびに正解数がカウントされていく。7級から1級までが存在し、級が上がるたびに設問が増えるなど難しくなる。規定数正解すると★を獲得できる。
娯楽の殿堂
各星に必ずひとつ存在する施設。この娯楽の殿堂はお遊び的なもので、ハイアンドローと呼ばれる賭けゲームでプッカを遊ばせる事ができる。これらは全てプッカの判断で自動的に行うためにプレイヤーは見ている事しかできない。

## 目標達成後について
途上星にて最高峰の宇宙石「銀河石」を持ち帰った時点でゲーム自体は一応のクリアとなり、この際にゲームを続行するかどうかの選択肢が出る。

続行を希望した場合、全ての星の仕掛けや発見した宇宙石、地形などが元に戻った状態で再び宇宙石発掘を開始する事ができる。プッカの称号や能力、所持アイテム、インテリア、所持金などは全てそれまでの状態が引き継がれての再スタートとなる。ただし初回時にイベントや仕掛けを見る事で会得できた★は再度同じイベント・仕掛けを見ても入手できない。

## 関連サイト
- ムームー公式サイト